# Jishan (sockenhuvudort i Kina, Zhejiang Sheng, lat 29,97, long 120,61)
Jishan (kinesiska: 稽山, 稽山街道) är en sockenhuvudort i Kina. Den ligger i provinsen Zhejiang, i den östra delen av landet, omkring 52 kilometer sydost om provinshuvudstaden Hangzhou. Antalet invånare är 81 048. Befolkningen består av 42 567 kvinnor och 38 481 män. Barn under 15 år utgör 11,0 %, vuxna 15-64 år 81 %, och äldre över 65 år 6,0 %.
Runt Jishan är det tätbefolkat, med 613 invånare per kvadratkilometer. Närmaste större samhälle är Shaoxing, 4,4 km nordväst om Jishan. I omgivningarna runt Jishan växer i huvudsak blandskog.
Genomsnittlig årsnederbörd är 2 022 millimeter. Den regnigaste månaden är juni, med i genomsnitt 356 mm nederbörd, och den torraste är januari, med 72 mm nederbörd.